# Берёзовка (Сердобский район)
Берёзовка — деревня в Сердобском районе Пензенской области. Входит в состав Песчанского сельсовета.

## География
Деревня расположена в юго-западной части области на расстоянии примерно в 14 километрах по прямой к северо-востоку от районного центра Сердобска.
Часовой пояс
Деревня Берёзовка как и вся Пензенская область, находится в часовой зоне МСК (московское время). Смещение применяемого времени относительно UTC составляет +3:00.

## Население
| 2010 |
| ---- |
| 0    |

Национальный состав
Согласно результатам переписи 2002 года, население отсутствовало.